# Malinowice
Malinowice (dawniej Malinowicze, Malynowicze, Malinowycze) – wieś w Polsce, położona w województwie śląskim, w powiecie będzińskim, w gminie Psary (jedno z 10 sołectw).
| SIMC    | Nazwa | Rodzaj    |
| ------- | ----- | --------- |
| 0220262 | Bory  | część wsi |

W latach 1975–1998 miejscowość administracyjnie należała do województwa katowickiego.
Malinowice liczą około 600 mieszkańców. 
Znajduje się tu, będące w rozbudowie (II etap inwestycji), osiedle domów jednorodzinnych - Osiedle Malinowice.
Budynek dawnej szkoły podstawowej służy mieszkańcom jako miejsce spotkań i organizacji corocznego pikniku. Wieś posiada także nową stację uzdatniania wody. 
Na terenie miejscowości rośnie stare drzewo (400-letnia lipa), uznane za pomnik przyrody.
Przez Malinowice przebiega szlak corocznego wyścigu kolarskiego organizowanego przez Urząd Gminy w Psarach o puchar Wójta.